# 기계공

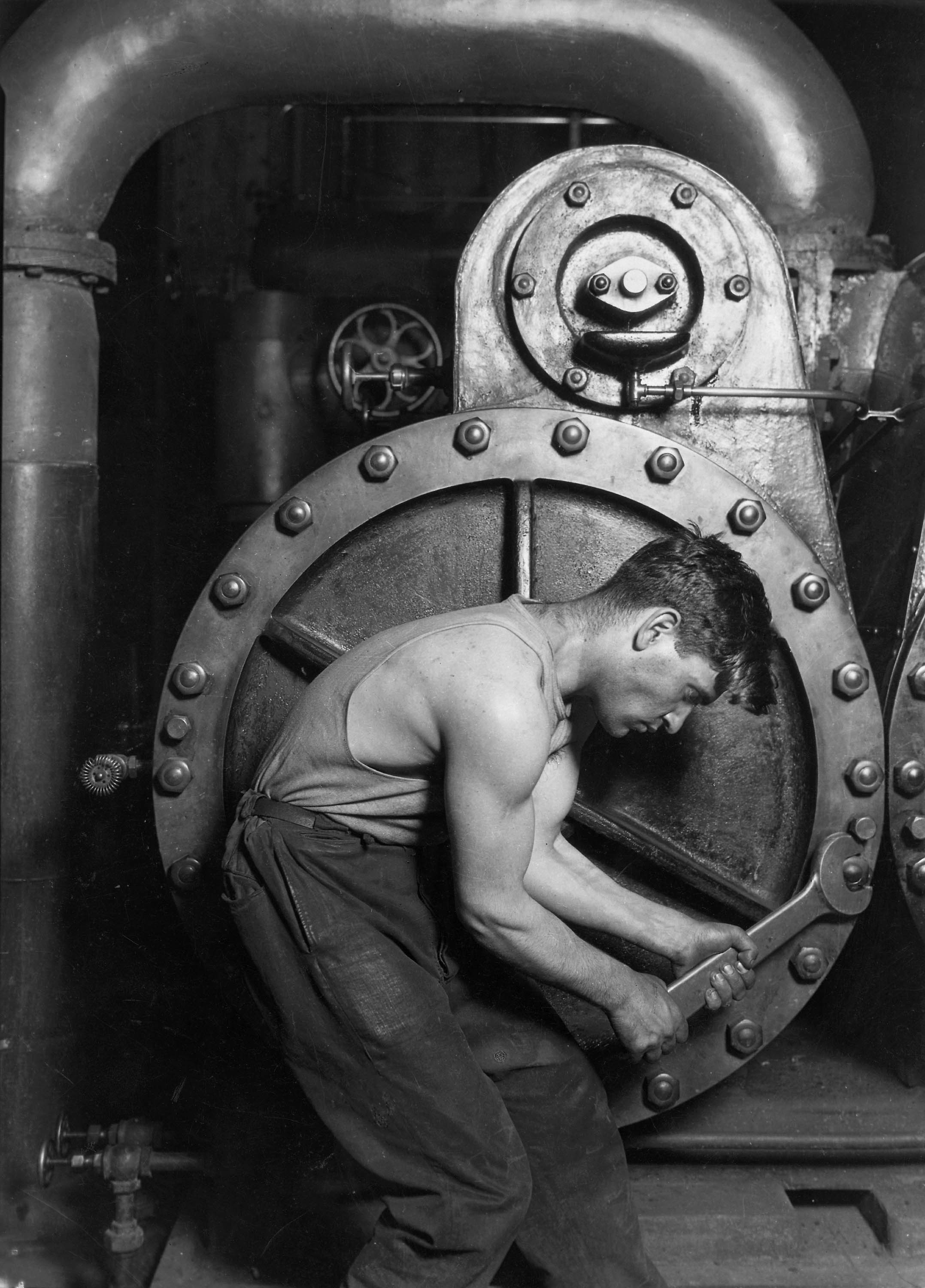
발전소 증기펌프를 조립하는 기계공. 1920년 루이스 하인 사진.

기계공(機械工, mechanic)은 금속기계를 조립, 설치, 수리, 정비하는 것을 업으로 하는 숙련공이다. 특히 차량을 비롯한 기계 등의 점검, 정비 등을 하는 기계공은 정비공(整備工)이라고 한다.

## 같이 보기
- 항공기 정비사
- 자동차 정비공